# Ernesto José Viso
Ernesto José Viso Lossada (Caracas, Venezuela; 19 de marzo de 1985) es un piloto venezolano de automovilismo. Entre 2008 y 2013, compitió en el campeonato estadounidense de monoplazas IndyCar Series, donde logró un tercer puesto en Iowa 2010, un cuarto en San Petersburgo 2008 y un quinto en Milwaukee 2012. Su mejor resultado de campeonato ha sido un 15.º lugar en 2013.

## Biografía

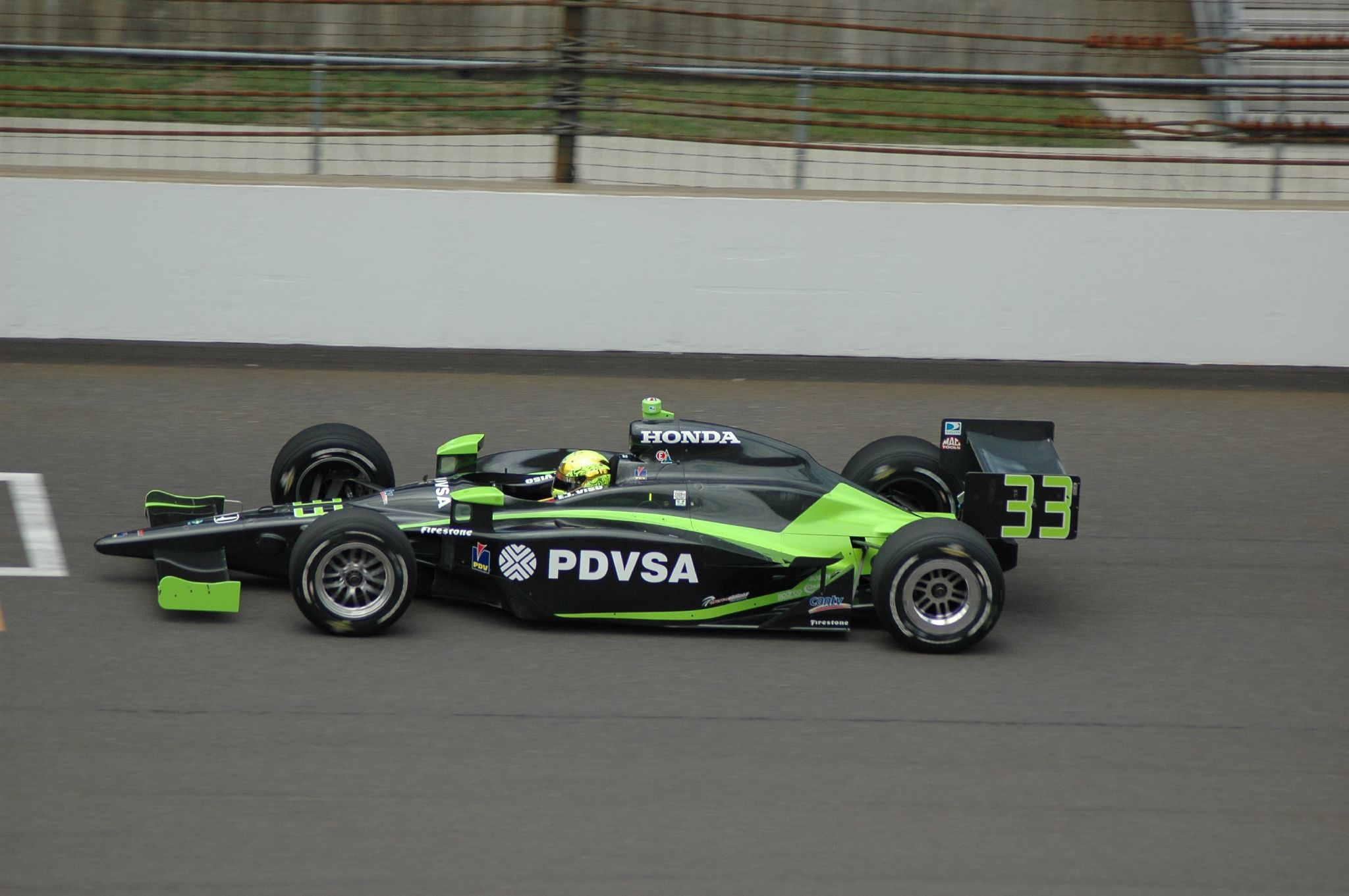
Viso durante las 500 millas de Indianápolis de 2008.

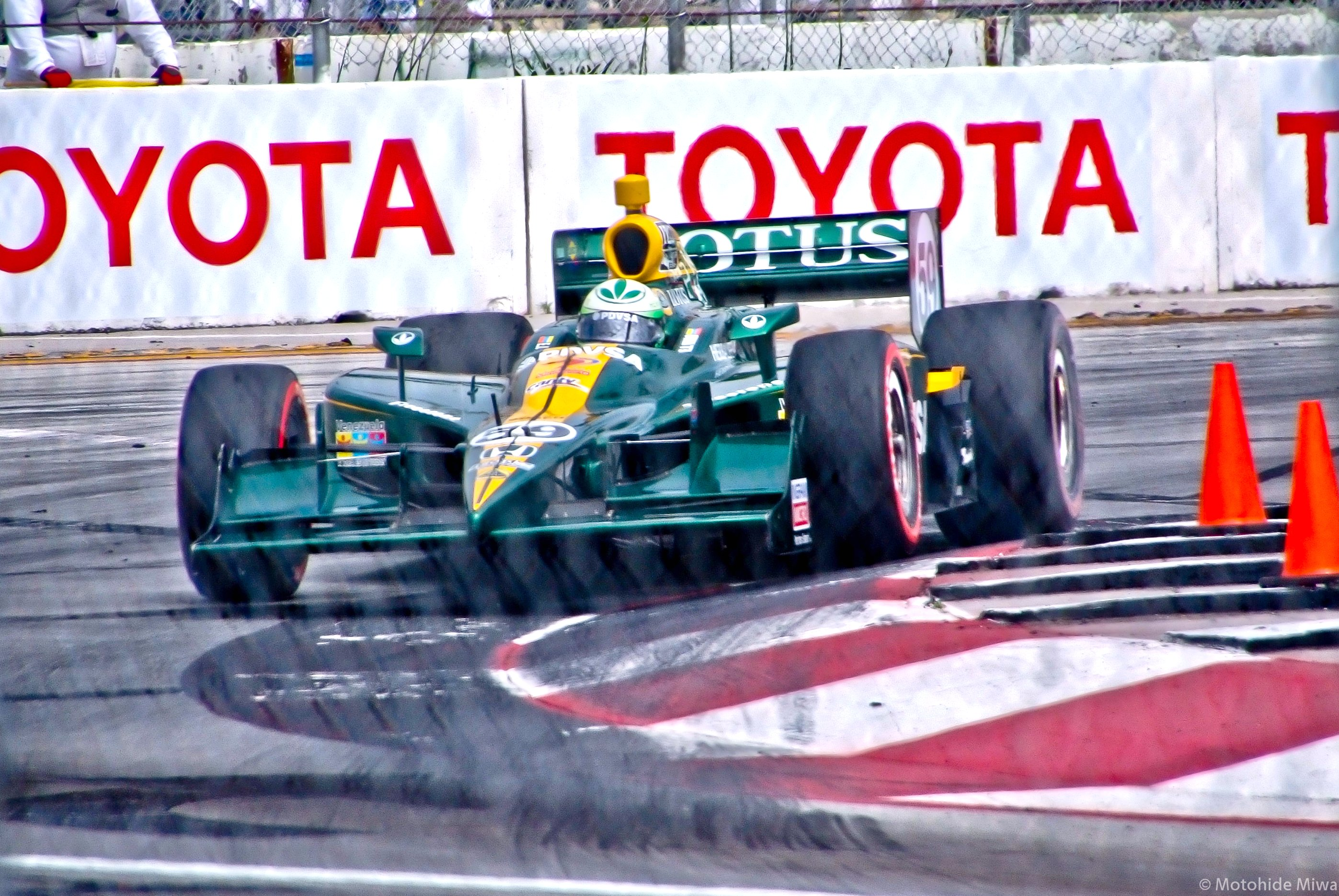
Viso conduciendo su KV Racing-Lotus en 2011.

Sus primeros pasos fueron dados en el Kartódromo Carmencita Hernández en San Jacinto, Maracay, Estado Aragua en 1993 en el karting venezolano, donde conseguiría 9 títulos y uno panamericano. En 2001 ingresa a la escuela Skip Barber, donde se titula campeón de la Förmula Dodge Este al obtener 18 victorias, lo que hace que ingrese al Campeonato Británico de Fórmula Renault para 2002. Para los años 2003 y 2004 se fue a la Fórmula 3000 Británica donde conseguiría el Campeonato de Scholarship de Inglaterra de 2004.

### GP2 Series
En 2005 y 2006, participa como piloto oficial en la GP2 Series, primero en el equipo español BCN Competición (donde obtendría a final de temporada el 12.º puesto) y luego con iSport International (consiguiendo dos victorias, una 2.ª posición y el sexto puesto del campeonato).
Fórmula 1
El 11 de octubre de 2006, en unos tests en el Circuito de Silverstone, logra conseguir la superlicencia de piloto de Fórmula 1 con el equipo Midland F1 y luego  el 20 de octubre se convierte en piloto probador y 3.er piloto de Spyker F1 para el Gran Premio de Brasil, logrando marcar mejores tiempo que los pilotos titulares .siendo el tercer piloto venezolano que llega a la máxima categoría. Al año siguiente casi logra ser probador de la Scuderia Toro Rosso de Fórmula 1, pero la negociación no prospera y vuelve a la GP2. Sufre un brutal accidente en Magny Cours y su participación en este campeonato queda truncada.

### IndyCar
En 2008, firma con HVM Racing para participar en la IndyCar Series de los Estados Unidos, que recién se había fusionado con la Champ Car. Logra como mejor resultado un cuarto lugar en el Gran Premio de San Petersburgo (Fl), apenas su segunda carrera en la competición americana. Obtendría otros seis finales en la lista de los diez mejores el resto del año.
Para 2009, repite con HVM Racing en la misma serie con el número 13 en su coche, causando conmoción entre comentaristas y aficionados por la adopción de dicho dígito. También adopta el apodo de E.J. Sin embargo, no le acompañó la fortuna, pues encadenó siete abandonos en las siete primeras carreras y sólo acabó una carrera entre los diez primeros.
Para 2010, el caraqueño se une al equipo KV Racing Technology junto a los pilotos Takuma Satō y Mario Moraes. Abandona el número 13 y en su lugar adopta el 8. Este año, logra su primer podio en la IndyCar, al llegar tercero en la pista de Iowa; y finaliza el campeonato en 17.a posición con 262 puntos.
Viso siguió con el mismo equipo en 2011, y en la cuarta carrera de la temporada rodaba en segunda posición (solo por detrás de su compañero de equipo Takuma Satō) hasta que un "drive through" le hizo bajar al 13.er puesto final. Luego consigue protagonizar dos grandes carreras en Texas, acabando en el "top ten" en ambas; y sumó dos pruebas más en noveno lugar.
En 2012, continuó compitiendo para KV Racing Technology. Logró un quinto puesto, un octavo y dos novenos, que le significaron terminar 20.º en el campeonato.
Durante la temporada de la American Le Mans Series 2012 participó en las 12 horas de Sebring, y en su única participación gana la carrera a los mandos del auto del equipo Core Autosport, obteniendo 24 puntos.
Para 2013, Viso sigue en la categoría con un coche satélite de Andretti Autosport. El caraqueño compite a cargo del vehículo N.º 5 bajo el patrocinio de la petrolera PDVSA. Se estrenó en la temporada con un 7.º puesto en San Petersburgo. En el óvalo de Milwaukee consigue su mejor resultado en casi 3 años, una 4.ª posición. No compite en la última carrera de la temporada por enfermedad. Sin embargo, este fue su mejor año en la IndyCar con seis top 10 y terminando 15.º en la clasificación con 340 puntos, si no hubiera enfermado probablemente hubiera terminado 13.º. También rozó la victoria en Baltimore donde iba 4.º e iba a ser líder pero un choque lo dejó en 13.ª posición.

### Super Trucks
En 2014 se queda sin volante en la IndyCar y pasa a competir en la Stadium Super Trucks. Sin embargo, tiene un regreso fugaz en las 500 millas de Indianápolis al participar en los entrenamientos con el coche de James Hinchcliffe mientras este se recuperaba de una conmoción.
En 2014, Viso hizo su debut en los Stadium Super Trucks en Long Beach, California, donde terminó segundo después de una última batalla de vuelta con el fundador de la serie Robby Gordon. El 30 de mayo, Viso consiguió su primera victoria en un SST en sólo su segunda aparición en la serie en Belle Isle, el Gran Premio de Detroit, donde terminó primero por delante de Robby Gordon en un pasado acabado regazo lleno de acontecimientos. Viso también capturó su segundo triunfo un día después batiendo 16 años Scotty Steele. Viso barrería los tres eventos de Detroit el 1 de junio.

## Resultados

### GP2 Series
(Clave) (negrita indica pole position) (cursiva indica vuelta rápida puntuable)

| Año  | Escudería            | 1   | 1   | 2   | 2   | 3   | 3   | 4   | 4   | 5   | 5   | 6   | 6   | 7   | 7   | 8   | 8   | 9   | 9   | 10  | 10  | 11  | 11  | 12  | 12  | Pos. | Puntos | Ref.   |
| ---- | -------------------- | --- | --- | --- | --- | --- | --- | --- | --- | --- | --- | --- | --- | --- | --- | --- | --- | --- | --- | --- | --- | --- | --- | --- | --- | ---- | ------ | ------ |
| 2005 | BCN Competición      | IMO | IMO | BAR | BAR | MON | MON | NÜR | NÜR | MAG | MAG | SIL | SIL | HOC | HOC | BUD | BUD | EST | EST | MNZ | MNZ | SPA | SPA | SAK | SAK | 12.º | 21     | [ 19 ] |
| 2005 | BCN Competición      | 10  | DNS | Ret | Ret | DSQ | DSQ | Ret | 11  | 11  | 8   | 15  | 13  | DSQ | 12  | 6   | Ret | 14  | 12  | Ret | Ret | 2   | 3   | 8   | 2   | 12.º | 21     | [ 19 ] |
| 2006 | iSport International | VAL | VAL | IMO | IMO | NÜR | NÜR | BAR | BAR | MON | MON | SIL | SIL | MAG | MAG | HOC | HOC | BUD | BUD | EST | EST | MNZ | MNZ |     |     | 6.º  | 42     | [ 20 ] |
| 2006 | iSport International | 8   | 2   | 6   | 1   | 6   | 11  | 8   | 1   | Ret | Ret | Ret | 8   | 10  | Ret | 5   | 4   | 4   | 4   | Ret | 13  | Ret | 10  |     |     | 6.º  | 42     | [ 20 ] |
| 2007 | Racing Engineering   | SAK | SAK | BAR | BAR | MON | MON | MAG | MAG | SIL | SIL | NÜR | NÜR | BUD | BUD | EST | EST | MNZ | MNZ | SPA | SPA | VAL | VAL |     |     | 29.º | 0      | [ 21 ] |
| 2007 | Racing Engineering   |     |     |     |     |     |     | Ret | DNS |     |     | 14  | 8   |     |     |     |     |     |     |     |     |     |     |     |     | 29.º | 0      | [ 21 ] |

### Fórmula 1
(Clave) (negrita indica pole position) (cursiva indica vuelta rápida)

| Año         | Escudería       | 1   | 2   | 3   | 4   | 5   | 6   | 7   | 8   | 9   | 10  | 11  | 12  | 13  | 14  | 15  | 16  | 17  | 18     | Pos. | Puntos |
| ----------- | --------------- | --- | --- | --- | --- | --- | --- | --- | --- | --- | --- | --- | --- | --- | --- | --- | --- | --- | ------ | ---- | ------ |
| 2006        | Spyker MF1 Team | BHR | MYS | AUS | SMR | EUR | ESP | MON | GBR | CAN | USA | FRA | GER | HUN | TUR | ITA | CHN | JPN | BRA TD | –    | –      |
| Referencia: |                 |     |     |     |     |     |     |     |     |     |     |     |     |     |     |     |     |     |        |      |        |

### IndyCar Series
(Clave) (negrita indica pole position) (cursiva indica vuelta rápida)

| Año  | Equipo             | 1      | 2      | 3        | 4       | 5       | 6       | 7      | 8      | 9      | 10     | 11     | 12     | 13     | 14     | 15     | 16     | 17     | 18     | 19      | Pos. | Puntos |
| ---- | ------------------ | ------ | ------ | -------- | ------- | ------- | ------- | ------ | ------ | ------ | ------ | ------ | ------ | ------ | ------ | ------ | ------ | ------ | ------ | ------- | ---- | ------ |
| 2008 | HVM                | HMS 17 | STP 4  | MOT1 DNP | LBH1 9  | KAN 14  | INDY 26 | MIL 8  | TXS 14 | IOW 13 | RIR 10 | WGL 10 | NSH3   | MDO 22 | EDM 15 | KTY 13 | SNM 6  | DET 24 | CHI 23 | SRF2 6  | 18.º | 286    |
| 2009 | HVM                | STP 17 | LBH 23 | KAN 21   | INDY 24 | MIL 18  | TXS 24  | IOW 20 | RIR 12 | WGL 7  | TOR 13 | EDM 12 | KTY 15 | MDO 15 | SNM 22 | CHI 17 | MOT 15 | HMS 16 |        |         | 18.º | 248    |
| 2010 | KVRT               | SAO 12 | STP 17 | ALA 16   | LBH 15  | KAN 27  | INDY 25 | TXS 11 | IOW 3  | WGL 11 | TOR 19 | EDM 8  | MDO 26 | SNM 19 | CHI 27 | KTY 26 | MOT 15 | HMS 19 |        |         | 17.º | 262    |
| 2011 | KVRT               | STP 19 | ALA 22 | LBH 25   | SAO 13  | INDY 32 | TXS 7   | TXS 10 | MIL 20 | IOW 17 | TOR 9  | EDM 20 | MDO 15 | NHA 12 | SNM 9  | BAL 15 | MOT 22 | KTY 23 | VEG C  |         | 18.º | 241    |
| 2012 | KVRT               | STP 8  | ALA 18 | LBH 12   | SAO 9   | INDY 18 | DET 18  | TXS 19 | MIL 5  | IOW 24 | TOR 20 | EDM 16 | MDO 20 | SNM 16 | BAL 9  | FON 25 |        |        |        |         | 20.º | 244    |
| 2013 | Andretti Autosport | STP 7  | ALA 12 | LBH 22   | SAO 6   | INDY 18 | DET 17  | DET 17 | TXS 10 | MIL 4  | IOW 10 | POC 21 | TOR 14 | TOR 5  | MDO 17 | SNM 14 | BAL 13 | HOU 9  | HOU 16 | CAL DNP | 15.º | 340    |

* Temporada en progreso.
1 Se corrió el mismo día.
2 Carrera de exhibición, no se dieron puntos.
3 Abandonó la carrera

### American Le Mans Series
| Año  | Equipo         | Clase | Chasis      | Motor                  | Neu.     | 1                | 2   | 3   | 4   | 5   | 6   | 7   | 8   | 9   | 10  | Pos. | Puntos |
| ---- | -------------- | ----- | ----------- | ---------------------- | -------- | ---------------- | --- | --- | --- | --- | --- | --- | --- | --- | --- | ---- | ------ |
| 2012 | CORE Autosport | PC    | Oreca FLM09 | Chevrolet LS3 6.2 L V8 | Michelin | SEB ovr:12 cls:1 | LNB | MON | LIM | MOS | MID | AME | BAL | VIR | PET | 15.º | 24     |